# Hârtia va fi albastră
Hîrtia va fi albastră (Hârtia va fi albastră) este un film românesc din anul 2006 și este cel de-al doilea lungmetraj al regizorului român Radu Muntean. Pentru că acțiunea filmului se petrece într-o singură noapte (între 22 spre 23 decembrie 1989, una dintre cele mai sângeroase nopți ale Revoluției române în Capitală), în toate zilele de filmare s-a lucrat noaptea. Astfel, producția a avut alocate mai multe locații, iar întreaga poveste s-a filmat în 28 de nopți.

## Povestea filmului
Revoluția română din luna decembrie 1989 îl găsește pe Costi, personajul principal, la doar trei luni înainte de a termina stagiul militar. Evenimentele sângeroase prin care a trecut România în acea perioadă i-a transformat pe soldați, simpli cetățeni, tineri demonstranți sau cadre militare, actori fără voie la această Revoluție. Rapiditatea cu care s-au întâmplat aceste lucruri i-a transformat pe protagoniști în oameni debusolați și confuzi. Sunt câteva ore de derută în care militarii primesc ordine de la actori și poeți prin intermediul televizorului, civilii primesc arme doar cu buletinul și tot ei sunt chemați să apere valorile naționale cu mâinile goale.
Filmul debutează cu o mașină blindată, staționată în ceața dimineții. Un tânăr, îmbrăcat în ținută de civil iese din mașină împreună cu altul, în uniforma de milițian, pentru a se relaxa la o țigară după o noapte cu peripeții. Sunt întrerupți de militarii staționați la cațiva metri într-un TAB. Fără avertisment, ei deschid focul. Cei doi sunt uciși sub ploaia de gloanțe alături de ocupanții mașinii blindate.
Acțiunea se mută cu puțin timp după înserare, noaptea trecută. Costi Andronescu, încă în stagiul militar ca milițian face parte din patrula locotenentului Neagu, alături de Dragoș, Aurel, Bogdan, Vasile, ce supraveghează străzile bucureștene din mașina blindată a miliției, echipată cu un radio ce va deveni esențial în comunicare. E haos și dezordine, Ceaușeștii fugiseră cu elicopterul de pe Sediul Comitetului Central cu o jumătate de zi în urmă iar acum poporul e chemat la luptă din Studioul TVR de personaje mai mult sau mai puțin elocvente. Într-o nebunie a spiritului revoluționar, Costi decide ca se va alătura poporului, pentru cauza revoluționară și în ciuda insistențelor însoțite de amenințările amicale ale Locotenentului Neagu, insistențe întrerupte de un public furios ce atacă patrula. Costi profită și pleacă la metrou, de unde își anunță mama de intenția lui de a apăra Revoluția. Ulterior se "slobodă" de uniformă alăturându-se unui alt grup de revoluționari. Revoluționarii, în beția eroică îl primesc ascultând cu entuziasm cum a "schimbat taberele". Camionul se îndreaptă spre Sediul TVR, atacat de "teroriști".
Situația se complică, el fiind selectat alături de un alt revoluționar de etnie rromă convins să ajute la apărarea unei locuințe, poziție deținută de atât militari cât și civili înarmați, precum Crăciun. Dupa câteva rafale de mitralieră, Costi descoperă că atacatorii au uniforme militare. Suspicioși, Crăciun și celelalte cadre militare îi leagă pe cei doi noi-veniți sub acuzația de a fi teroriști, dat fiind vestonul încă prezent a lui Costică, acoperit doar de o haină civilă. Păziți de un militar, cei doi încercă să-l convingă de inocența lor și de faptul că "nu sunt teroriști arabi, cum pretinde Crăciun".
În acest timp, patrulă de milițieni a lui Neagu plimbă străzile în căutarea lui Costi. După o dispută legată de raportul dat prin radio, patrula merge la Televiziune fiind întâmpinați de haosul specific acelor zile de Decembrie. După un filtru militar, Neagu ajunge la comandantul apărării TVR. Indignat și probabil stresat de situație, acesta refuză cererea de căutare a lui Neagu, ce se întoarce la patrulă, convins oarecum că fugarul nu e acolo, rămânând o variantă, casa Andronescu.

## Distribuție
Distribuția filmului este alcătuită din:
- Gabriel Spahiu — Georgescu
- Lucian Ifrim — Un  revoluționar
- Dorian Boguță — Un rănit
- Ion Sapdaru — Crăciun
- Viorel Comănici — Maior Costinaș
- Andi Vasluianu — Aurel
- Paul Ipate — Costi
- Ana Ularu — Angela
- Alexandru Potocean — Vasile
- Dana Dogaru — Dna. Andronescu, mama lui Costi
- Tudor Aaron Istodor — Bogdan
- Dragoș Bucur — Dragoș
- Alexandru Georgescu — Lt. Voinescu
- Adrian Văncică — Sergent Pană
- Mirela Oprișor — Dorina
- Constantin Diță — Panghe
- Mimi Brănescu — Lt. Deleanu
- Adi Carauleanu — Lt. Neagu